# ساسون (نام)
ساسون (زبان عبری: ששון) نامی عبری به معنای خوشحالی است. افراد سرشناس با این نام از این قرارند:
- استیون سسون (زادهٔ ۱۹۵۰)، مخترع دوربین دیجیتال
- اور ساسون (زادهٔ ۱۹۹۰)، جودوکای اسرائیلی
- ساسون گابای (زادهٔ ۱۹۴۷)، بازیگر اسرائیلی
- مالک یهودی نخستین کارخانه نخ خیاطی ایران (نختاب) که در مجموعه کارخانه‌های تاریخی پارچه‌بافی در اصفهان بود.